# Tomsquarryita
La tomsquarryita és un mineral de la classe dels fosfats. Rep el nom de la pedrera Tom's, Tom's quarry en anglès, la seva localitat tipus.

## Característiques

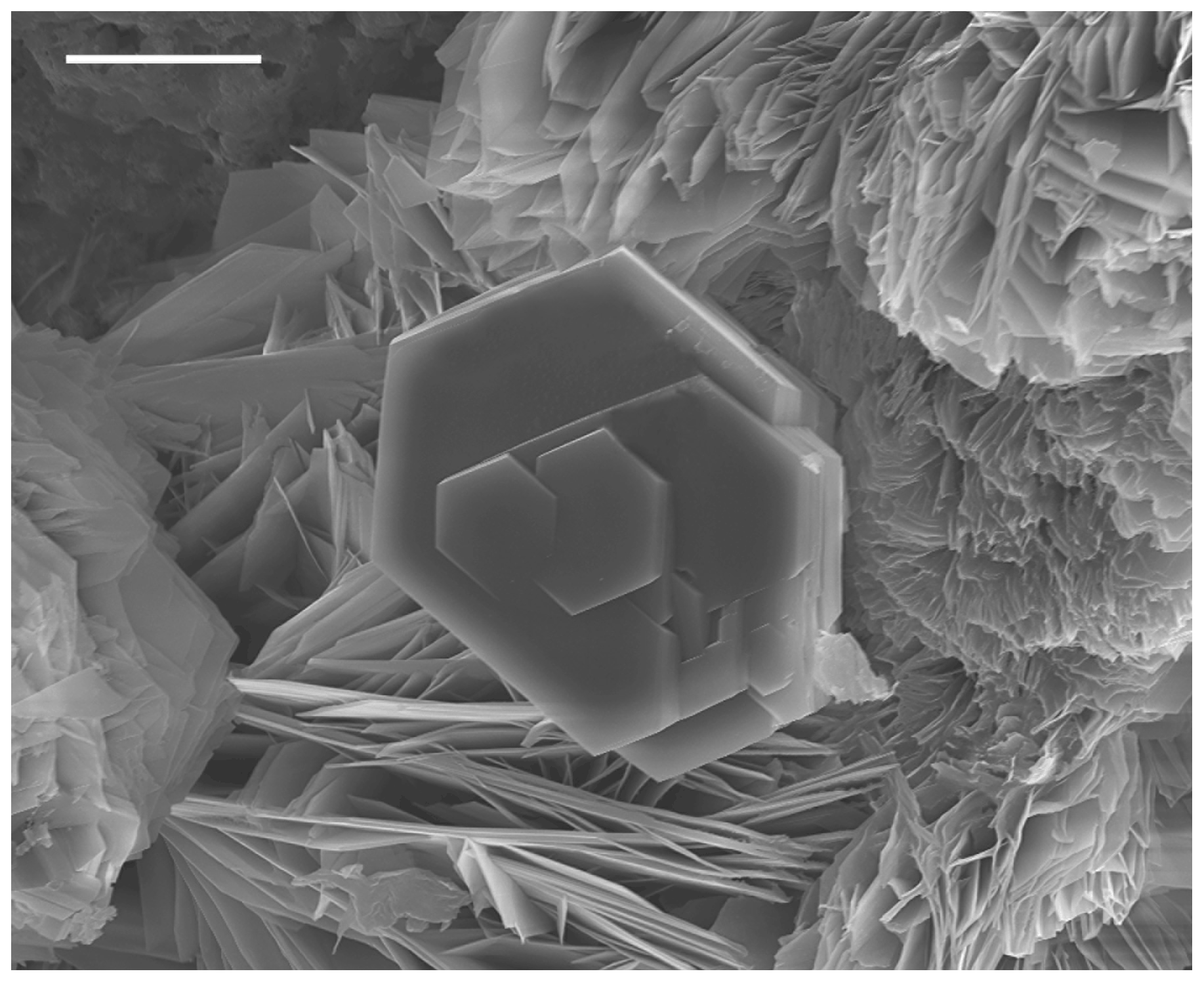
Cristalls hexagonals de tomsquarryita sobre penriceïta.

La tomsquarryita és un fosfat de fórmula química NaMgAl₃(PO₄)₂(OH)₆·8H₂O. Va ser aprovada com a espècie vàlida per l'Associació Mineralògica Internacional i publicada el 2022. Cristal·litza en el sistema trigonal.
Les mostres que van servir per a determinar l'espècie, el que es coneix com a material tipus, es troben conservades a les col·leccions mineralògiques del Museu d'Austràlia Meridional, a Adelaida, Austràlia, amb el número de registre: g35033, g35034 i g35031.

## Formació i jaciments
Va ser descrita a partir de les mostres a dos indrets de la serralada North Mt Lofty (Austràlia Meridional): la pedrera de marbre Penrice, a la vall de Barossa, i a la pedrera Tom's, a Kapunda. Aquests dos indrets són els únics de tot el planeta on ha estat descrita aquesta espècie mineral.